# Röckwitz
Röckwitz – gmina w Niemczech, w kraju związkowym Meklemburgia-Pomorze Przednie, w powiecie Mecklenburgische Seenplatte, wchodząca w skład Związku Gmin Treptower Tollensewinkel.
Dzielnice:
- Adamshof
- Gützkow
- Röckwitz

## Współpraca
Miejscowość partnerska:
- Melle, Dolna Saksonia